# Matej Niederle
Matej Niederle (Teo Niederle, Teo Niderle) bio je hrvatski šahist iz Đakova. Po struci odvjetnik, studirao je u Zagrebu. U Đakovu 
je dugo godina bio prvak grada.
1949. godine obnovljen je rad Đakovačkog sportskog kluba i njegove šahovske sekcije, te osnovano Šahovsko društvo Regal Vajs. Članovi društva redovno nastupaju na momčadskim prvenstvima Hrvatske, a 1954. i na polufinalnom turniru za prvenstvo Narodne Republike Hrvatske. Niederle, Vjekoslav Pauković i Ivan Bažaj postizali su najbolje rezultate. Niederle je bio pozicijski igrač.